# Charalambos Papadias
Charálambos Papadiás (griechisch Χαράλαμπος Παπαδιάς; * 24. Januar 1975 in Athen) ist ein ehemaliger griechischer Sprinter.

## Leben
1996 wurde er über 60 Meter Vierter bei den Halleneuropameisterschaften in Stockholm und schied über 100 Meter bei den Olympischen Spielen in Atlanta im Vorlauf aus. Im Jahr darauf siegte er über 60 Meter bei den Hallenweltmeisterschaften in Paris und erreichte über 100 Meter bei den Weltmeisterschaften in Athen das Viertelfinale.
Bei den Europameisterschaften 1998 in Budapest errang er Bronze über 100 Meter.
1996 und 1998 wurde er nationaler Meister über 100 Meter, 1999 in der Halle über 60 Meter.

## Persönliche Bestzeiten
- 60 m: 6,50 s (Halle), 7. März 1997, Paris (griechischer Rekord)
- 100 m: 10,15 s, 11. September 1998, Johannesburg